# 伊達村胤
伊達 村胤（だて むらたね）は、江戸時代中期の武士。陸奥国仙台藩一門第四席・涌谷伊達家7代（亘理氏25代）当主。

## 略歴
享保6年（1721年）、伊達村定の子として誕生。享保10年（1725年）、元服する。家督を継いでいた異母兄・村盛の偏諱を受け盛泰（もりやす）と称す。同年3月22日、仙台藩5代藩主・伊達吉村に謁見して日用品を賜る。元文元年（1736年）、兄・村盛が病死したのに伴い家督を継ぐ。同年6月15日、仙台城に赴いて藩主・吉村より偏諱を賜って名を村胤と改め、因幡（通称）を称する。
元文2年（1737年）6月、伊達吉村の子宗村が仙台へ下向し、村胤と歳が近かったせいか意気投合し、共に猿楽を楽しむ。翌年には共に狩猟を行っている。元文3年（1738年）11月1日、伊達村成（亘理伊達家）の娘を室に迎える。寛保3年（1743年）9月、伊達吉村が隠居し、宗家の家督を嫡男・宗村が継ぎ、太刀・馬代を献じた。宝暦3年（1753年）11月29日、村胤に子がなかったため、藩主・宗村の四男である藤四郎（後の村倫）を養子に迎える。
宝暦9年（1759年）1月7日、天然痘を患って病死した。享年39。

## 系譜
- 父：伊達村定（1687-1723）
- 母：側室
- 養父：伊達村盛（1715-1736）
- 正室：亘理伊達村成の娘
- 養子
  - 女子：順姫（尚子） - 伊達村盛の娘、葛西清胤（清興）室
  - 男子：伊達村倫（1749-1776） - 伊達宗村の四男、8代当主